# Mladika (revija)
Mladika je družinska in kulturna mesečna revija. Začela je izhajati leta 1957 v Trstu, najprej jo je izdajala Slovenska prosveta, kasneje pa Založba Mladika.

## O reviji
Slovenski časopis, ki ima na stičišču dveh narodov namen ohranjati besedo in kulturo, je »dragocena vezenina duha«. Slednji vzdevek se nanaša na revijo Mladika, ki je po raznih revijalnih poskusih iz preteklosti – Setev, Mlada setev, Razgledi, Tokovi, Stvarnost, Stvarnost in svoboda, Dan, Most, Zaliv – edina, ki je vzdržala več kot petdeset let.
Med ustanovitelji so bili Jože Peterlin, Stanko Janežič, Lojze Škerl iz kroga mladih katoliško usmerjenih izobražencev, ki so sestavljali uredniški odbor z Jožetom Peterlinom na čelu in urejali revijo do leta 1976.
Jože Peterlin je bil režiser, gledališki kritik, dramatik, urednik, profesor, kulturni delavec, ustanovitelj Radijskega odra ter prosvetnega oddelka Slovenske krščansko-socialne zveze, ki se je kmalu osamosvojila kot Slovenska prosveta. Iz nje so se razvili še danes delujoči Društvo slovenskih izobražencev ter študijski dnevi Draga.
Revija je bila registrirana na tržaškem sodišču, tiskala jo je tiskarna Graphis v Trstu. Mladiko danes ureja Marij Maver, ki je od leta 1967 odgovorni, z letom 1976 pa je postal glavni urednik.
Bralce ima predvsem na Tržaškem in Goriškem, a tudi v Sloveniji in po svetu (ZDA, Argentina, Avstralija, razne evropske države).
Glavnina literarnih prispevkov, proze in poezije, prihaja iz matične Slovenije, nekaj je pisateljev iz zdomstva in zamejstva, tudi s Koroškega. V času Jugoslavije, ki je iz ideoloških razlogov podpirala samo en del Slovencev v zamejstvu, revija z redkimi izjemami tistih posameznikov, ki so jo dobivali po pošti, ni smela v Slovenijo.

## Namen in cilj
Prizadeva si ohranjati slovenski jezik in narodno zavest v zamejstvu, zato se je prva leta veliko posvečala družini, duhovnemu življenju, tržaški slovenski radijski postaji in gledališču, kasneje pa je kritično spremljala tudi gospodarsko, politično in kulturno-posvetno sfero na Tržaškem, v Benečiji, Reziji, na Koroškem in v zdomstvu.

## Vsebina
Avtorji prispevkov so bili sprva pisci, ki so leta 1945 zapustili domovino (Vinko Beličič, Martin Jevnikar, Franc Jeza, Maks Šah). V teh letih se je v Trst in Gorico vrnil del Slovencev, ki so se med obema vojnama zatekli čez mejo. Med njimi je bilo več izobražencev, ki so nato prevzeli odgovorne naloge na političnem in kulturnem področju, med njimi Jože Peterlin, Matej Poštovan, Vinko Beličič in Maks Šah, ki so kmalu po vojni v Trstu začeli s katoliško politično organizacijo.  Ustvarjalci revije so bili navadno tudi člani uredniškega odbora (Stanko Janežič, Sergij Pahor, Maks Šah, Drago Štoka ter Lojze Škerl), veliko pa je bilo tudi takih, ki so se podpisovali le z začetnicami.
Od leta 1982 dalje izhaja mladinska priloga Rast, ki prinaša leposlovne prispevke, uvodnike, ocene knjig, članke, poročila.
Mladika je trenutno edina zamejska revija v Italiji in ima tudi istoimensko založbo Mladika.
V prvem uredniškem obdobju je vsebovala naslednje rubrike:
- Pisma Mladiki,
- Uvodnik (obravnavajo zamejska oz. narodnostna vprašanja, npr. »Ko ti zmanjkujejo tla pod nogami ...«, uvodnike je v času svojega uredništva pisal Jože Peterlin),
- Radijski programi (vsebuje spored radijskih oddaj),
- Gledališče,
- Film,
- Za kratek čas (obsegala je podrubrike, kot so Križanka, Spoznavajmo našo literaturo, Vstavljalnica, Vremenski pregovor, Posetnica, Vprašanja, Rešitve iz zadnje številke),
- Mnenje o Mladiki,
- Literarni pogovori (avtor je bil Jože Peterlin),
- Za dobro voljo,
- Kulturna obzorja (tu so bralci redno spremljali dogajanja na Primorskem in Koroškem),
- pesmi, leposlovje, eseje, poročila in članke.

Revija objavlja tudi pesmi in prozo, za katere se od leta 1972 razpisujejo nagradni literarni natečaji Mladike.
V drugem uredniškem obdobju pa je revija obsegala naslednje rubrike:
- Uvodni članek,
- Poetična teologija (v njej objavljajo predvsem duhovniki),
- rubriko, namenjeno prozi (sem spadajo novele, povesti, spomini, črtice),
- Literatura (posvečena je poeziji, vključuje pesmi, najpogosteje pesmi nagrajencev),
- Zgodovinski drobci,
- Pesem je spomin,
- Iz naše preteklosti (obravnava zgodovinsko tematiko, npr. biografije znanih zgodovinskih osebnosti),
- Tisoč besed (zajema odlomke in razprave o aktualnih romanih),
- Antena (gre za novice in aktualne dogodke),
- Ocene (npr. novih knjig ter gledaliških predstav),
- intervjuje, komentarje uredništva,
- poročila o vseh zamejskih in zdomskih knjigah (od leta 1967 dalje).

## Zanimivosti
V številki devetega letnika 1956 je bila ponatisnjena kratka črtica z naslovom Tržaško dekle. Njen avtor je Marij Maver, omenjeno dekle pa je očitno hčerka J. Peterlina, Matejka Peterlin, ki je bila Marijeva soproga in je bila tudi sama dejavna na kulturnem področju.
Leta 1986 je Mladika prejela Černetovo nagrado.
Leta 2025 so Uredniški odbor revije Mladika sestavljali: Andrej Černic, Erika Jazbar, Ivo Jevnikar, Helena Jovanovič, Marij Maver (odgovorni urednik), Adrijan Pahor, Sergij Pahor, Mitja Petaros, Anka Peterlin, Nadia Roncelli, Tomaž Simčič, Breda Susič in Matej Susič.